# Jill Dixon
Jill Dixon (* 1935 in England) ist eine britische Schauspielerin in Theater, Film und Fernsehen. International bekannt wurde sie vor allem durch Rollen in den 1950er Jahren in Kinoproduktionen wie Ich und die Frau Gräfin, Schau nicht zurück, Ein Spatz in der Hand oder Die letzte Nacht der Titanic.

## Leben
Die 1935 in England geborene Dixon spielte in ihrer Darstellerkarriere hauptsächlich Rollen in Theater- und Fernsehproduktionen. Jill Dixon debütierte im Alter von drei Jahren als Wassernymphe im Londoner Hippodrom. Ihr Leinwand- und Fernsehdebüt gab sie 1954. Darüber hinaus hat sie auch in zahlreichen Shakespeare-Bühnenstücken der Royal Shakespeare Company mitgewirkt, in den frühen 1970er Jahren oftmals unter der Regie von Toby Robertson.
International bekannt wurde Jill Dixon Mitte der 1950er Jahre durch verschiedene Rollen im Kino. Ihren Einstand als Leinwanddarstellerin gab sie in John Guillermins Filmdrama Shop Spoiled. 1956 spielte sie die Rolle der Sylvia in der Produktion von Komödienspezialist John Paddy Carstairs. Noch im gleichen Jahr sah man sie als Stewardess unter der Regie von Ralph Thomas in dem Thriller Straße des Todes mit Anthony Steel, Odile Versois und Stanley Baker. In der Literaturverfilmung von Regisseur Philip Leacock aus dem Jahr 1957 Schau nicht zurück mit Betta St. John, William Sylvester und Michael Craig spielte sie die Rolle der Matille Trudeau. Im selben Jahr wurde sie von John Paddy Carstairs neben Margaret Rutherford in der zweiten weiblichen Hauptrolle in der Komödie Ein Spatz in der Hand besetzt. 1958 sah man sie in der von Regisseur Roy Ward Baker prominent besetzten Verfilmung Die letzte Nacht der Titanic neben Kollegen wie Kenneth More, Ronald Allen, Honor Blackman, Anthony Bushell oder John Cairney. 1964 spielte sie in dem Horrorfilm Witchcraft von Regisseur Don Sharp die weibliche Hauptrolle an der Seite von Lon Chaney Jr. und Jack Hedley. 
In den 1970er Jahren sah man sie im Fernsehen in Folgen von Serie wie Paul Temple oder Task Force Police. Zu Beginn der 1980er Jahre endete auch ihr Engagement im Fernsehen mit Rollen in Episoden von Die Profis (1980) und Ladykillers (1981).

## Filmografie (Auswahl)

### Kino
- 1954: Shop Spoiled
- 1956: Ich und die Frau Gräfin (Up in the World)
- 1956: Straße des Todes (Checkpoint)
- 1957: The Secret Place
- 1957: Schau nicht zurück (High Tide at Noon)
- 1957: Ein Spatz in der Hand (Just My Luck)
- 1958: Die letzte Nacht der Titanic (A Night to Remember)
- 1964: Witchcraft

### Fernsehen
- 1954: Special Providence (Fernsehfilm)
- 1954–1958: BBC Sunday-Night Theatre (Fernsehserie, 3 Episoden)
- 1955: The Queen Came By (Fernsehfilm)
- 1955: The Merry Wives of Windsor (Fernsehfilm)
- 1957: ITV Television Playhouse (Fernsehserie, 1 Episode)
- 1957–1967: ITV Play of the Week (Fernsehserie, 3 Episoden)
- 1958: Good Wives (Fernsehserie, 5 Episoden)
- 1958–1959: Our Mutual Friend (Fernsehminiserie, 5 Episoden)
- 1960: BBC Sunday-Night Play (Fernsehserie, 4 Episoden)
- 1960: An Age of Kings (Fernsehminiserie, 2 Episoden)
- 1960–1961: Persuasion (Fernsehminiserie, 3 Episoden)
- 1962: The Amazing Dr. Clitterhouse (Fernsehfilm)
- 1962: Thirty Minute Theatre (Fernsehserie, 1 Episode)
- 1963: The Spread of the Eagle (Fernsehminiserie, 3 Episoden)
- 1963–1968: Armchair Theatre (Fernsehserie, 2 Episoden)
- 1964: Festival (Fernsehserie, 1 Episode)
- 1964: Sergeant Cork (Fernsehserie, 1 Episode)
- 1965: The Scales of Justice (Fernsehserie, 1 Episode)
- 1965: The Man in Room 17 (Fernsehserie, 1 Episode)
- 1965: The Arthur Haynes Show (Fernsehserie, 1 Episode)
- 1966: Theatre 625 (Fernsehserie, 1 Episode)
- 1966: Love Story (Fernsehserie, 1 Episode)
- 1967: My Man Joe (Fernsehserie, 1 Episode)
- 1968: Sanctuary (Fernsehserie, 1 Episode)
- 1969: Best of Enemies (Fernsehserie, 1 Episode)
- 1970: Parkin's Patch (Fernsehserie, 1 Episode)
- 1971: Hadleigh (Fernsehserie, 1 Episode)
- 1971: Paul Temple (Fernsehserie, 1 Episode)
- 1974: The Capone Investment (Fernsehserie, 4 Episoden)
- 1976: Task Force Police (Softly Softly: Task Force) (Fernsehserie, 1 Episode)
- 1976: East Lynne (Fernsehfilm)
- 1977: Jubilee (Fernsehserie, 1 Episode)
- 1977: Crown Court (Fernsehserie, 1 Episode)
- 1978–1979: Grange Hill (Fernsehserie, 5 Episoden)
- 1980: Die Profis (The Professionals) (Fernsehserie, 1 Episode)
- 1981: Ladykillers (Fernsehserie, 1 Episode)